# Verbandsgemeinde Bad Marienberg (Westerwald)
La comunità amministrativa di Bad Marienberg (Westerwald) (Verbandsgemeinde Bad Marienberg (Westerwald)) si trova nel circondario del Westerwaldkreis nella Renania-Palatinato, in Germania.

## Comuni
Fanno parte della comunità amministrativa i seguenti comuni:
| Comune, città                                | Sup. (km²) | Abitanti |
| -------------------------------------------- | ---------- | -------- |
| Bad Marienberg (Westerwald), città           | 9,96       | 6 137    |
| Bölsberg                                     | 1,46       | 216      |
| Dreisbach                                    | 4,62       | 541      |
| Fehl-Ritzhausen                              | 4,02       | 753      |
| Großseifen                                   | 1,52       | 612      |
| Hahn bei Marienberg                          | 2,20       | 450      |
| Hardt                                        | 1,88       | 465      |
| Hof                                          | 8,10       | 1 200    |
| Kirburg                                      | 4,05       | 579      |
| Langenbach bei Kirburg                       | 5,51       | 1 062    |
| Lautzenbrücken                               | 4,28       | 448      |
| Mörlen                                       | 3,07       | 521      |
| Neunkhausen                                  | 7,89       | 1 019    |
| Nisterau                                     | 3,26       | 820      |
| Nistertal                                    | 3,93       | 1 177    |
| Norken                                       | 6,05       | 940      |
| Stockhausen-Illfurth                         | 3,24       | 420      |
| Unnau                                        | 8,11       | 1 964    |
| Verbandsgemeinde Bad Marienberg (Westerwald) | 83,13      | 19 324   |

(Abitanti al 31 dicembre 2021)